# Norra Abborrtjärnen (Silleruds socken, Värmland)
Norra Abborrtjärnen är en sjö i Årjängs kommun i Värmland och ingår i Göta älvs huvudavrinningsområde. Sjöns area är 0,039 kvadratkilometer och den befinner sig 189 meter över havet.